# Dzielnica III Przedmieście Żółkiewskie

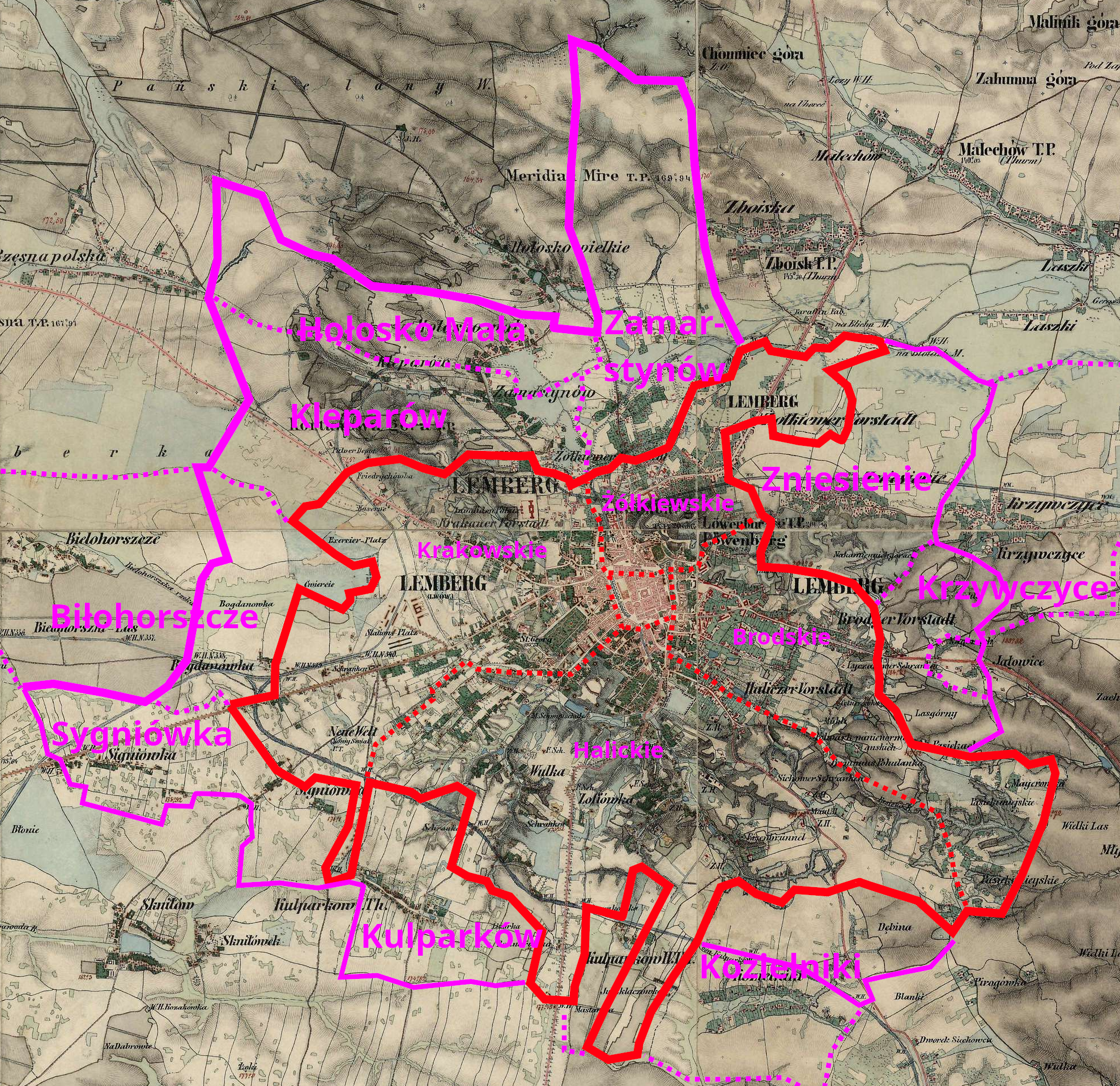
Granice Lwowa przed i po powiększeniu miasta w 1931 roku

Dzielnica III Przedmieście Żółkiewskie – dawna dzielnica Lwowa.
W 1777 władze cesarskie zdecydowały się rozebrać mury miejskie. W 1789 określono granice administracyjne miasta, które obejmowały dawne „miasto wśród murów” (Śródmieście) i przedmieścia (Vorstaten), których było pierwotnie dwa, później stało się cztery: I. Halickie, II. Krakowskie, III. Żółkiewskie i IV. Brodskie, które od połowy XIX wieku zostało nazwane Łyczakowskim. Śródmieście było piątą dzielnicą czyli firtelem (Viertel) miasta.
Przedmieście Żółkiewskie utworzone w miejscu dawnej jurydyki Starościńskiej (terytorium, które nie podlegało jurysdykcji rady miasta). Przedmieście Żółkiewskie graniczy od południa z dawnym Śródmieściem, od zachodu – z Krakowskim przedmieściem, od północy – z dawnymi gminami Zamarstynów i Zboiska. Od wschodu graniczy z dawną gminą Zniesienie i z południowo-wschodniej strony – z przedmieściem Łyczakowskim (wzdłuż doliny między Wysokim Zamkiem i górą Lwa). Na rogu ulic Żółkiewskiej (obecnie Chmielnickiego) i Wołyńskiej znajdowała się rogatka Żółkiewska, a przy ulicy Zamarstynowskiej – rogatka Hołoskowska (Zamarstynowska).
Po 1871 tablice z oznaczeniem ulic przedmieścia Żółkiewskiego były białe z żółtą ramką. Wprowadzone przez władze austriackie tzw. numery konskrypcyjne domów przedmieścia Żółkiewskiego miały dodatek 3/4. Komisariat (landwójtowski urząd) przedmieścia Żółkiewskiego był na ulicy Objazd (obecnie ul. Dolinskoho), a następnie przy ul. Zamarstynowskiej 26. Dawny cmentarz przedmieścia Żółkiewskiego był na Paparówce. Parafia greckokatolicka przedmieścia Żółkiewskiego była przy cerkwi św. Paraskiewy, choć na przedmieściu pozostały cerkwie św. Onufrego i św. Mikołaja. Parafie rzymskokatolickie przy kościołach św. Marcina i Matki Boskiej Śnieżnej.
Według spisu ludności w 1900 r. Żydzi stanowili 57% ludności przedmieścia Żółkiewskiego, katolicy – 30% a grekokatolicy – 16,5%.
W okresie międzywojennym Żółkiewskie przedmieście stało się częścią III, VIII i IX dzielnic miasta. W 1938 obszar dzielnicy wynosił 153,3 ha.
W 1941–1943 w północno-zachodniej części dzielnicy utworzono getto, do którego deportowano Żydów ze Lwowa.
Obecnie obszar dawnego Żółkiewskiego przedmieścia należy do rejonu szewczenkowskiego, a część wschodnia do łyczakowskiego. Obszar ten kojarzony jest jednak przede wszystkim jako Podzamcze.